# Eduard Eelma
Eduard Eelma   (Sant Petersburg, 7 d'abril de 1902 - Kírov, 16 de novembre de 1941) fou un futbolista estonià de la dècada de 1920.
Fou 58 cops internacional amb la selecció d'Estònia amb la que participà en els Jocs Olímpics de 1924. Pel que fa a clubs, defensà els colors de Tallinna JK.
Eduard Eelma fou arrestat per la NKVD a Tallinn l'estiu de 1941, sentenciat a mort i executat a la presó a Kírov el 16 de novembre de 1941.